# تیم ملی والیبال زنان لهستان
تیم ملی والیبال زنان لهستان تیم ملی والیبال زنان کشور لهستان است.